# Nagroda Japońskiej Akademii Filmowej

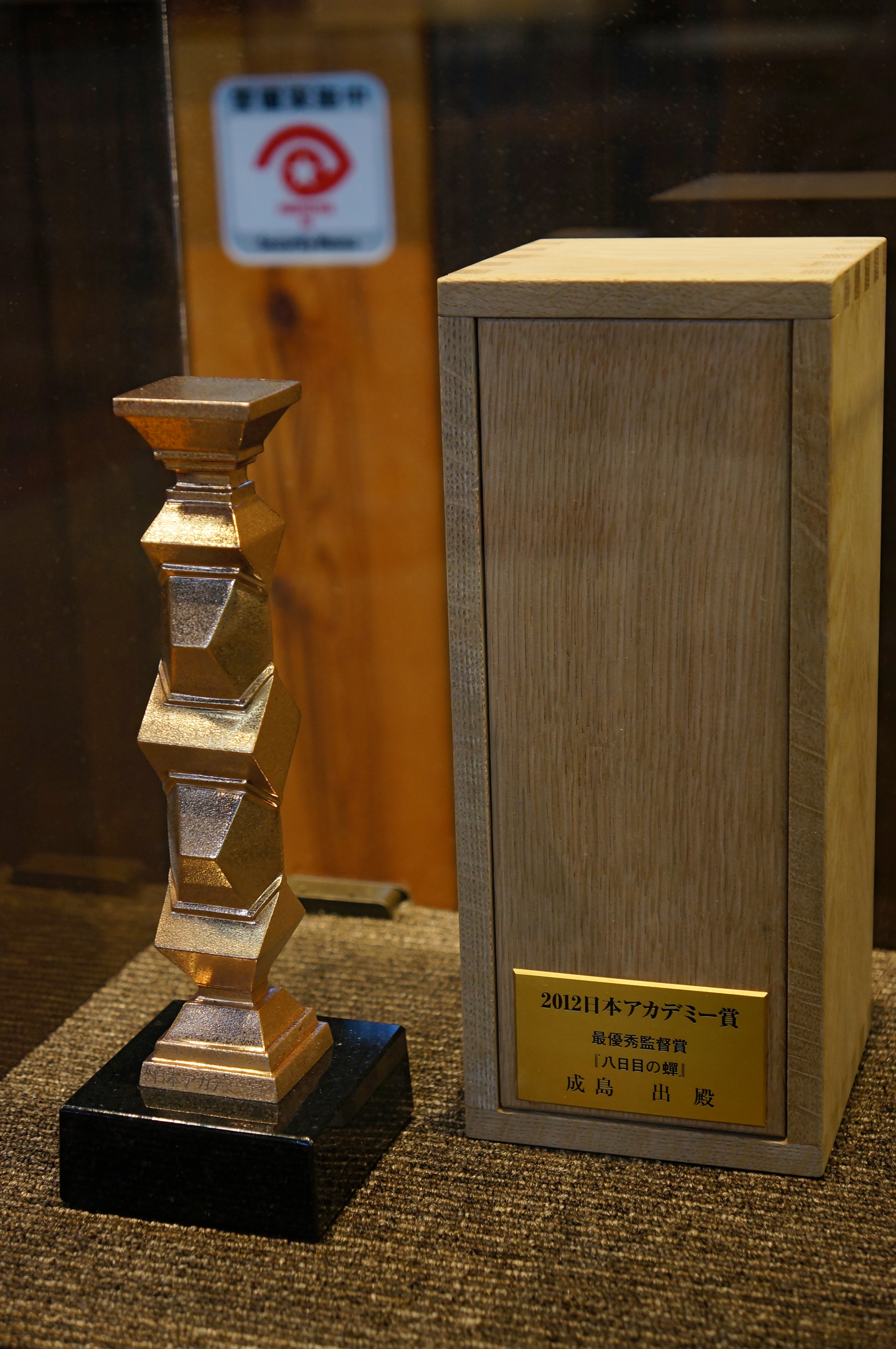
Statuetka nagrody; tu: dla najlepszego reżysera, Izuru Narushimy, 2012 r.

Nagroda Japońskiej Akademii Filmowej (jap. 日本アカデミー賞 Nippon Akademī-shō) – doroczna nagroda przyznawana od 1978 roku za osiągnięcia filmowe. Kategorie, w których przyznawane są nagrody, są podobne do tych, w jakich przyznawane są amerykańskie Oscary. Statuetka nagrody ma wymiary 27 × 11 × 11 cm.

## Kategorie
- film roku
- reżyser roku
- scenariusz roku
- wybitna męska rola pierwszoplanowa
- wybitna żeńska rola pierwszoplanowa
- wybitna męska rola drugoplanowa
- wybitna żeńska rola drugoplanowa
- najlepsza muzyka
- najlepsze zdjęcia
- animacja filmowa roku
- najlepsze oświetlenie
- najlepsza scenografia
- najlepszy dźwięk
- najlepszy montaż
- najlepszy film zagraniczny
- debiut roku
- nagroda za popularność
- najdłuższy monolog
- specjalna nagroda Akademii
- specjalna nagroda przewodniczącego Akademii
- specjalna nagroda członków Akademii.

## Film roku
| Za rok | Tytuł                                                                                          | Reżyser                     |
| ------ | ---------------------------------------------------------------------------------------------- | --------------------------- |
| 2019   | Shinbun kisha (jap. 新聞記者)                                                                  | Michihito Fujii             |
| 2018   | Złodziejaszki (jap. 万引き家族)                                                                | Hirokazu Koreeda            |
| 2017   | Trzecie morderstwo (jap. 三度目の殺人 Sandome no satsujin)                                     | Hirokazu Koreeda            |
| 2016   | Shin Godzilla (jap. シン・ゴジラ)                                                              | Hideaki Anno Shinji Higuchi |
| 2015   | Nasza młodsza siostra (jap. 海街diary Umimachi diary)                                          | Hirokazu Koreeda            |
| 2014   | Eien no 0 (jap. 永遠の0)                                                                       | Takashi Yamazaki            |
| 2013   | Fune o amu (jap. 舟を編む)                                                                     | Yuya Ishii                  |
| 2012   | Kirishima, bukatsu yameru tte yo (jap. 桐島、部活やめるってよ)                                 | Daihachi Yoshida            |
| 2011   | Yōkame no semi (jap. 八日目の蝉)                                                               | Izuru Narushima             |
| 2010   | Kokuhaku (jap. 告白)                                                                           | Tetsuya Nakashima           |
| 2009   | Shizumanu Taiyō (jap. 沈まぬ太陽)                                                              | Setsurō Wakamatsu           |
| 2008   | Pożegnania (jap. おくりびと Okuribito)                                                         | Yōjirō Takita               |
| 2007   | Tōkyō tawā: Okan to boku to, tokidoki, oton (jap. 東京タワー 〜オカンとボクと、時々、オトン〜) | Jōji Matsuoka               |
| 2006   | Tancerki hula (jap. フラガール Hura gāru)                                                      | Sang-il Lee                 |
| 2005   | Tu zawsze świeci słońce (jap. Always 三丁目の夕日 Always sanchōme no yūhi)                     | Takashi Yamazaki            |
| 2004   | Hanochi (jap. 半落ち)                                                                          | Kiyoshi Sasabe              |
| 2003   | Ostatni miecz (jap. 壬生義士伝 Mibu gishi den)                                                 | Yōjirō Takita               |
| 2002   | Samuraj – Zmierzch (jap. たそがれ清兵衛 Tasogare Seibei)                                       | Yōji Yamada                 |
| 2001   | Spirited Away: W krainie bogów (jap. 千と千尋の神隠し Sen to Chihiro no kamikakushi)           | Hayao Miyazaki              |
| 2000   | Po deszczu (jap. 雨あがる Ame agaru)                                                           | Takashi Koizumi             |
| 1999   | Poppoya (jap. ぽっぽや)                                                                        | Yasuo Furuhata              |
| 1998   | Ai o kōhito (jap. 愛を乞う人)                                                                  | Hideyuki Hirayama           |
| 1997   | Księżniczka Mononoke (jap. もののけ姫 Mononoke hime)                                           | Hayao Miyazaki              |
| 1996   | Zatańcz ze mną (jap. Shall we ダンス？ Shall we dansu?)                                        | Masayuki Suo                |
| 1995   | List pożegnalny (jap. 午後の遺言状 Gogo no yuigonjo)                                           | Kaneto Shindō               |
| 1994   | Chushingura gaiden Yotsuya kaidan (jap. 忠臣蔵外伝四谷怪談)                                    | Kinji Fukasaku              |
| 1993   | Gakkō (jap. 学校)                                                                              | Yōji Yamada                 |
| 1992   | Shiko funjatta. (jap. シコふんじゃった。)                                                      | Masayuki Suo                |
| 1991   | Musuko (jap. 息子)                                                                             | Yōji Yamada                 |
| 1990   | Shōnen jidai (jap. 少年時代)                                                                   | Masahiro Shinoda            |
| 1989   | Czarny deszcz (jap. 黒い雨 Kuroi ame)                                                          | Shōhei Imamura              |
| 1988   | Jedwabny szlak (jap. 敦煌 Tonkō)                                                               | Jun’ya Satō                 |
| 1987   | Ryoko w akcji (jap. マルサの女 Marusa no onna)                                                 | Jūzō Itami                  |
| 1986   | Kataku no hito (jap. 火宅の人)                                                                 | Kinji Fukasaku              |
| 1985   | Hana ichimonme (jap. 花いちもんめ)                                                             | Shun’ya Itō                 |
| 1984   | Pogrzeb (jap. お葬式 Ososhiki)                                                                 | Jūzō Itami                  |
| 1983   | Ballada o Narayamie (jap. 楢山節考 Narayama bushikō)                                           | Shōhei Imamura              |
| 1982   | Kamata kōshin kyoku (jap. 蒲田行進曲)                                                          | Kinji Fukasaku              |
| 1981   | Eki station (jap. 駅 station)                                                                  | Yasuo Furuhata              |
| 1980   | Zigeunerweisen (jap. ツゴイネルワイゼン Tsigoineruwaizen)                                      | Seijun Suzuki               |
| 1979   | Wyrok należy do nas (jap. 復讐するは我にあり Fukushū suruwa wareniari)                         | Shōhei Imamura              |
| 1978   | Proces poszlakowy (jap. 事件 Jiken)                                                            | Yoshitarō Nomura            |
| 1977   | Shiawase no kiiroi hankachi (jap. 幸福の黄色いハンカチ)                                        | Yōji Yamada                 |

## Animacja filmowa roku
Nagroda ta przyznawana jest od 2007 roku.
| Rok  | Tytuł |
| ---- | --- |
| 2007 | O dziewczynie skaczącej przez czas (jap. 時をかける少女 Toki o kakeru shōjo) - Arashi no yoru ni (jap. あらしのよるに) - Opowieści z Ziemiomorza (jap. ゲド戦記 Gedo-senki) - Brave Story (jap. ブレイブ・ストーリー Bureibu Stōrī) - Detective Conan: The Private Eyes’ Requiem (jap. 名探偵コナン 探偵たちの鎮魂歌（レクイエム） Meitantei Konan Tantei-tachi no rekuiemu) |
| 2008 | Tekkonkinkreet (jap. 鉄コン筋クリート Tekkonkinkurīto) - Evangelion 1.11 (Nie) jesteś sam (jap. ヱヴァンゲリヲン新劇場版: 序 Evangerion shin gekijōban: Jo) - Kappa no kū to natsuyasumi (jap. 河童のクゥと夏休み) - Piano no mori (jap. ピアノの森) - Detective Conan: Jolly Roger in the Deep Azure (jap. 名探偵コナン 紺碧の棺(こんぺきのジョリー・ロジャー) Meitantei Konan konpeki no hitsugi (Konpeki no Jorī Rojā)) |
| 2009 | Ponyo (jap. 崖の上のポニョ Gake no ue no Ponyo) - Doraemon: Zielona planeta (jap. 映画 ドラえもん のび太と緑の巨人伝 Eiga Doraemon nobita to midori no kyojinden) - Sky Crawlers (jap. スカイ・クロラ Sukai Kurora) - Detective Conan: Full Score of Fear (jap. 名探偵コナン 戦慄の楽譜フルスコア Meitantei Konan Senritsu no Furu Sukoa) - ONE PIECE THE MOVIE – episode of Chopper Plus – fuyu ni saku, kiseki no sakura (jap. ONE PIECEワンピース THE MOVIE – エビソードオブチョッパープラス－ 冬に咲く、奇跡の桜 ONE PIECE wanpīsu THE MOVIE – ebisōdo obu choppā purasu – fuyu ni saku, kiseki no sakura) |
| 2010 | Summer Wars (jap. サマーウォーズ Samā Wōzu) - Detective Conan: The Raven Chaser (jap. 名探偵コナン 漆黒の追跡者（チェイサー） Meitantei Konan: Meitantei Konan: Shikkoku no tsuiseki-sha (Cheisā)) - Eiga Doraemon: Shin nobita no uchu kaitakushi (jap. 映画ドラえもん 新・のび太の宇宙開拓史) - Evangelion shin gekijōban: Ha (jap. ヱヴァンゲリヲン新劇場版: 破 Evangerion Shin Gekijōban: Ha) - Hottarake no shima ~Haruka to mahō no kagami~ (jap. ホッタラケの島 〜遥と魔法の鏡〜) |
| 2011 | Tajemniczy świat Arrietty (jap. 借りぐらしのアリエッティ Karigurashi no Arrietty) - Detective Conan: The Lost Ship in the Sky (jap. 名探偵コナン 天空の難破船（ロスト・シップ） Meitantei Konan: Tenkū no nanbasen (Rosuto Shippu)) - Colorful (jap. カラフル) - Doraemon: Nobita no ningyo daikaisen (jap. ドラえもん のび太の人魚大海戦) - One Piece Film: Strong World (jap. ワンピースフィルム ストロングワールド Wan Pīsu Firumu: Sutorongu Wārudo) |
| 2012 | Makowe wzgórze (jap. コクリコ坂から Kokuriko-zaka kara) - K-On! (jap. けいおん! Keion!) - Tezuka Osamu no Buddha: Akai Sabaku yo! Utsukushiku (jap. 手塚治虫のブッダ -赤い砂漠よ! 美しく-) - Tōfu-kozō (jap. 豆腐小僧) - Detective Conan: Quarter of Silence (jap. 名探偵コナン 沈黙の15分（ロスト・シップ） Meitantei Konan: Chinmoku no 15-bu (Kwōtā)) |
| 2013 | Wilcze dzieci (jap. おおかみこどもの雨と雪 Ōkami kodomo no Ame to Yuki) - Evangelion: shin gekijōban: Q (jap. ヱヴァンゲリヲン新劇場版：Q Evangerion: shin gekijōban: Q) - Friends: Mononoke shima no Naki (jap. friends もののけ島のナキ) - List do Momo (jap. ももへの手紙 Momo e no tegami) - One Piece Film: Z |
| 2014 | Zrywa się wiatr (jap. 風立ちぬ Kaze tachinu) - Księżniczka Kaguya (jap. かぐや姫の物語 Kaguyahime no monogatari) - Captain Harlock (jap. キャプテンハーロック Kyaputen Hārokku) - Gekijōban Mahō Shōjo Madoka Magika (jap. 劇場版 魔法少女まどか☆マギカ) - Lupin III vs Detective Conan: The Movie (jap. ルパン三世VS名探偵コナン The Movie) |
| 2015 | Stand by Me Doraemon (jap. ドラえもん STAND BY ME Doraemon STAND BY ME) - Marnie. Przyjaciółka ze snów (jap. 思い出 のマーニー Omoide no Mānī) - Joban’ni no Shima (jap. ジョバンニの島) - Detective Conan: Dimensional Sniper (jap. 名探偵コナン 異次元の狙撃手スナイパー Meitantei Konan: Ijigen no Sunaipā) - Buddha 2: Tezuka Osamu no Buddha ~Owarinaki Tabi~ (jap. BUDDHA2 手塚治虫のブッダ 終りなき旅) |
| 2016 | Bakemono no ko (jap. バケモノの子) - Kokoro ga Sakebitagatterunda (jap. 心が叫びたがってるんだ。) - Sarusuberi ~Miss Hokusai~ (jap. 百日紅 ~Miss Hokusai~) - Dragon Ball Z: Fukkatsu no „F” (jap. ドラゴンボールＺ 復活の「Ｆ」 Doragon Bōru Zetto fukkatsu no „F”) - Love Live! The School Idol Movie (jap. ラブライブ！The School Idol Movie) |
| 2017 | Kono sekai no katasumi ni (jap. この世界の片隅に) - Kimi no na wa. (jap. 君の名は。) - Koe no katachi (jap. 聲の形) - Rudolf to Ippaiattena (jap. ルドルフとイッパイアッテナ Rudorufu to Ippaiattena) - One Piece Film Gold |
| 2018 | Yoru wa mijikashi aruke yo otome (jap. 夜は短し歩けよ乙女) - Uchiage hanabi, shita kara miru ka? Yoko kara miru ka? (jap. 打ち上げ花火、下から見るか？横から見るか？) - Hirune-hime ~Shiranai watashi no monogatari~ (jap. ひるね姫 ～知らないワタシの物語～) - Mary to majo no hana (jap. メアリと魔女の花) - Meitantei Conan: Kara kurenai no love letter (jap. 名探偵コナン から紅の恋歌（ラブレター）) |
| 2019 | Mirai (jap. 未来のミライ Mirai no Mirai) - Dragon Ball Super: Broly (jap. ドラゴンボール超(スーパー) ブロリー) - Penguin Highway (jap. ペンギン・ハイウェイ) - Meitantei Conan: Zero no shikkōnin (jap. 名探偵コナン ゼロの執行人) - Waka okami wa shōgakusei! (jap. 若おかみは小学生！) |
| 2020 | Tenki no ko (jap. 天気の子) - Sora no aosa o shiru hito yo (jap. 空の青さを知る人よ) - Meitantei Conan: Konjō no first (jap. 名探偵コナン 紺青の拳(フィスト Meitantei Konan: Konjō no Fisuto)) - Lupin III: The First - One Piece: Stampede (jap. ワンピーススタンピード) |